# هانا کوئینلیوان
هانا کوئینلیوان (متولد ۱۲ اوت 1993) یا جن وو (武誼蓁;武谊蓁;)، شناخته شده حرفه ای به عنوان Kun Ling (昆凌؛)، یک هنرپیشه و مدل تایوانی است.
هانا کوئینلیوان در تایپه، تایوان به دنیا آمد و در نیو ساوت ولز، استرالیا بزرگ شد. پدرش استرالیایی و مادرش چینی و کره ای‌تبار است.

## فیلم‌شناسی

### سریال‌های تلویزیونی
| سال  | عنوان انگلیسی         | عنوان اصلی       | نقش       | یادداشت |
| ---- | --------------------- | ---------------- | --------- | ------- |
| ۲۰۱۲ | شکلات تی آمو          | 愛上巧克力       | پنگ کیلی  |         |
| ۲۰۱۳ | شیرینی فروشی بدون نام | 沒有名字的甜點店 | لین جیایی |         |
| ۲۰۱۳ | بعدازظهر صبح          | بعدازظهر صبح     | خودش      |         |
| ۲۰۱۴ | رودخانه ماه           | 明若曉溪         | لوسی      |         |
| ۲۰۱۴ | بازی دروغ             | 謊言遊戲         | مسافر     |         |
| ۲۰۱۴ | سنگ دل                | 鋼鐵之心         | رن یوهونگ |         |

### فیلم
| سال  | عنوان انگلیسی       | عنوان اصلی         | نقش                  | یادداشت        |
| ---- | ------------------- | ------------------ | -------------------- | -------------- |
| ۲۰۱۳ | گام بازگشت به شکوه  | 志氣               | ژانگ روکسی           |                |
| ۲۰۱۴ | توا-تیو-تیان        | 大稻埕             | دوست دختر سابق یوکسی |                |
| ۲۰۱۷ | تعقیب و گریز هوشمند | 極智追擊：龍鳳劫II | J. Jae Anh           |                |
| ۲۰۱۸ | آسمان خراش          | آسمان خراش         | شیا                  |                |
| ۲۰۱۹ | اسکای فایر          | 天·火              | شیائو منگ            |                |
| ۲۰۲۱ | نژا                 | 叱咤风云           | لی لی لو             | سرعت فوق‌العاده |
| ۲۰۲۳ | قاتل                | قاتل               | مأمور ویژه           | [ ۷ ]          |

### موزیک ویدیو
| سال  | عنوان آهنگ             |
| ---- | ---------------------- |
| ۲۰۱۰ | جریک تی - "کاملا جریک" |
| ۲۰۱۱ | "Jidongxianchang"      |
| ۲۰۱۳ | "فنگمیان لیانرن"       |
| ۲۰۱۵ | "خدمتکاران مدرن"       |